# 丹那站
丹那站（日语：／ Tanna eki */?）是位於廣島縣廣島市宇品（現時：南區宇品東3丁目），日本國有鐵道（國鐵）宇品線的客運車站（廢站）。
此條目將同時記述丹那站的前身「丹那簡易停車場」（日语：／，在1904年至1919年設置），以及鄰近此站及較早已經廢除的「下丹那站」（日语：／，在1934年至1943年設置）。

## 概要
在第二次世界大戰前，藝備鐵道在宇品線開設此站（在開業時為停留場），後來藝備鐵道被國有化之際，由國鐵接管。在戰後，由於客量減少而廢除。由於月台等設施被撤走多時，因此不確定車站正確位置。

## 歷史
在1930年12月，宇品線當時由藝備鐵道營運，當時開設了「丹那停留場」，站名是取自鄰近地名。在未開設該停留場前，在1904年6月，山陽鐵道開設丹那簡易停車場。在山陽鐵道開設宇品線當初，丹那簡易停車場是首三座停車場之一。距離廣島站4.0公里處，前站為比治山簡易停車場，下站為宇品站，相距分別為1.1公里和1.9公里。「丹那簡易停車場」是位於後來丹那站的南邊0.2公里處。後來山陽鐵道國有化（1906年12月），在1919年8月宇品線客運業務一度廢除，而「丹那簡易停車場」也同時廢除。
丹那停留場在1937年7月藝備鐵道國有化之際改名為丹那站。在戰時由於燃料問題，使宇品線部分車站被暫停營業，但此站沒有受影響。在第二次世界大戰後，由於客量減少，在1966年12月，宇品線一般客運業務被廢除，此站同時被廢除。

### 年表
- 1904年（明治37年）6月12日：山陽鐵道開設丹那簡易停車場[1]。
- 1906年（明治39年）12月1日：山陽鐵道國有化，由鐵道作業局接管。
- 1919年（大正8年）8月1日：宇品線一度廢除客運業務，丹那停車場同日廢除[1]。
- 1930年（昭和5年）12月20日：藝備鐵道開設丹那停留場[1]。
- 1937年（昭和12年）7月1日：藝備鐵道國有化，升級為停車場，改名為丹那站[1]。
- 1960年（昭和35年）4月1日：成為無人車站[2]。
- 1966年（昭和41年）12月20日：上大河站至宇品站之間取消客運業務，此站同時被廢除[1]。

## 車站構造
跟據宇品線的走線與站距，推測車站位置是在曾經被稱為「櫻土手」，現時為縣道86號（黃金山通）與宇品線平面相交處（丹那平交道）（現時：「廣島南警署前」路口西邊）之南邊位置（即廣島南警署和福山通運廣島宇品分店之間的地方）。此站設有1面1線的單式月台，在路軌東邊設有月台和只有檢票功能的站舍。在一段時期，此站設有支線連接西邊的陸軍運輸部（現時：馬自達宇品工場），詳情不詳。在此站至宇品站之間的路軌會途經宇品地區的新土地（1890年竣工），當時路軌是建設在東堤防（該堤防現時變為「海岸通」）的西邊。在戰後一段時間，在堤防東邊為廣島灣，後來經過填海後，在車站廢除時為東洋工業（現時：萬事得）宇品東工場。

## 車站周邊
截至1966年12月
- 廣島市立翠町中學（日语：広島市立翠町中学校） - 戰前為市立第三高等小學，現時還存在。
- 東洋工業宇品工場 - 戰前為陸軍運輸部（日语：陸軍運輸部）·錦華人絹（日语：ダイワボウホールディングス）廣島工場，後來由「萬事得」在該處設廠。
- 廣島南警署（日语：広島南警察署） - 從1964年起沒有再次遷移。
- 熊平製作所（日语：クマヒラ）總部
- 廣島女子大學 - 在戰前為縣立廣島女子專門學校。後來在2005年與縣立兩間大學併合為縣立廣島大學。該處為大學的廣島校園。
- 縣立廣島醫院（日语：県立広島病院）
- 宇品郵局（日语：宇品郵便局）
- 廣島縣道86號翠町仁保線（日语：広島県道86号翠町仁保線）

## 車站現狀
在1966年廢除後，車站設施早已撤走。在1986年10月「宇品四者協定線」廢除前，由於還有貨運列車定期行走，因此於車站遺址的路軌還繼續使用。但是，由於只有早上1個往返班次，日間沒有列車來往，因此車站遺址附近的地方成為了附近居民的通道、遊樂場和菜園。現時路軌已經完全撤走。在曾經存在的丹那平交道南邊放置了路軌，同時把枕木再度利用為圍欄，以保留一小部分宇品線遺跡。另外，在「廣島南警署前」路口的東北角放置了轉轍器和宇品線紀念碑。該處是在舊・宇品線路軌遺址東邊。但是該處與丹那站遺址有一段距離。後來在車站遺址附近建立了一牌彷站牌的展板，板上展出了相片和寫上「與鐵路傳説有關的地方」。

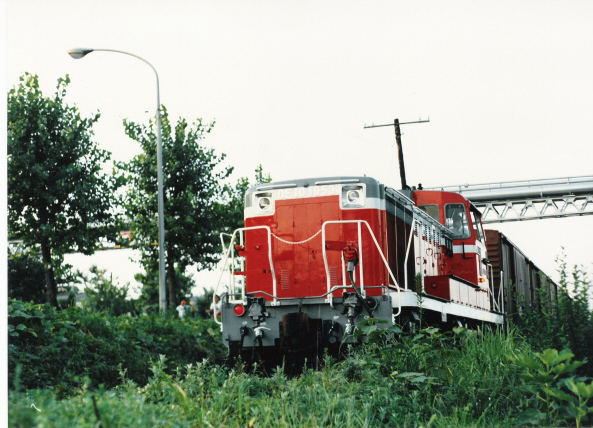
在宇品站至丹那站之間行走的上行貨運列車（宇品四者協定線時代）（1986年7月）
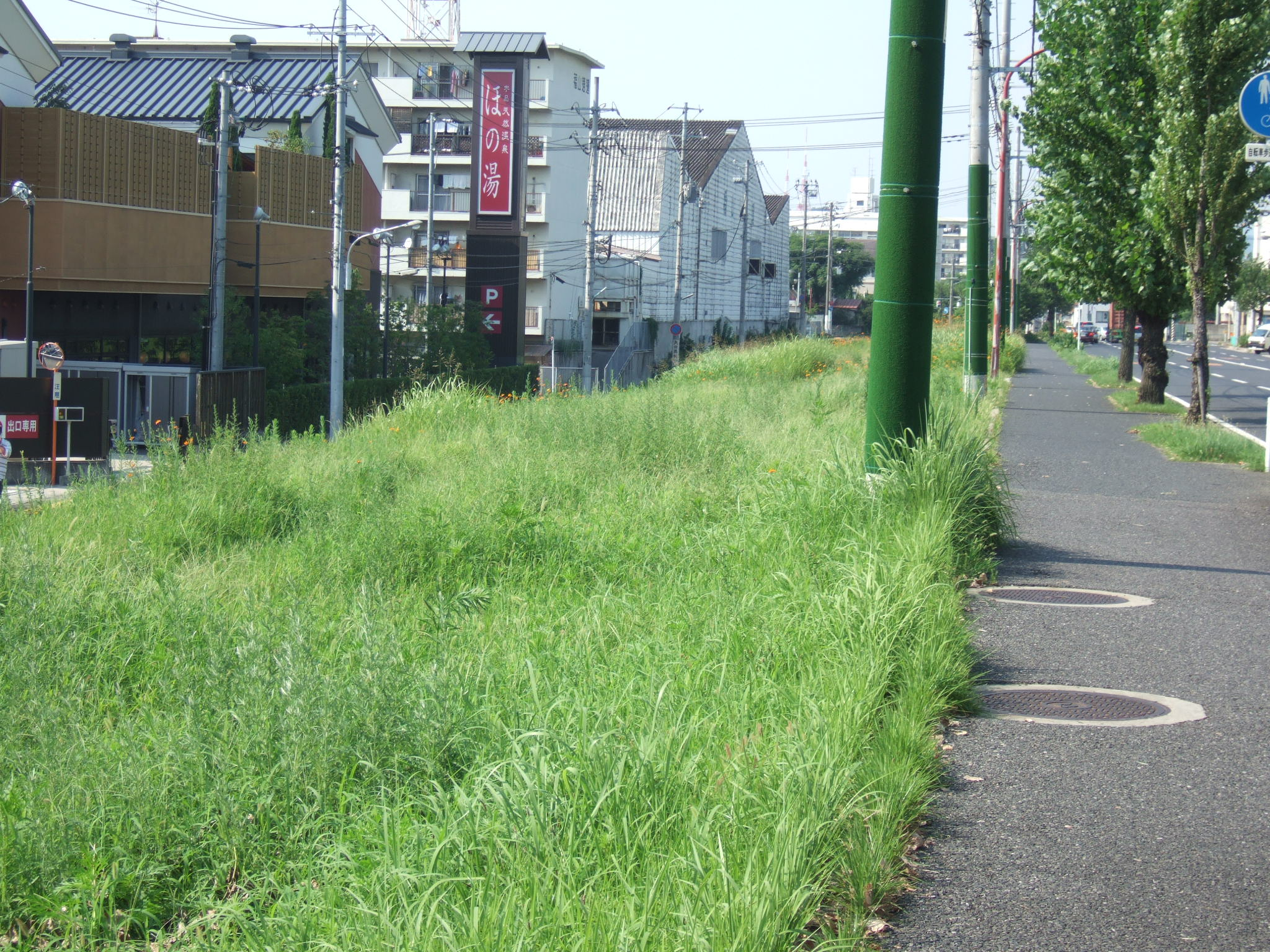
丹那站遺址南邊的路軌遺址（2009年）
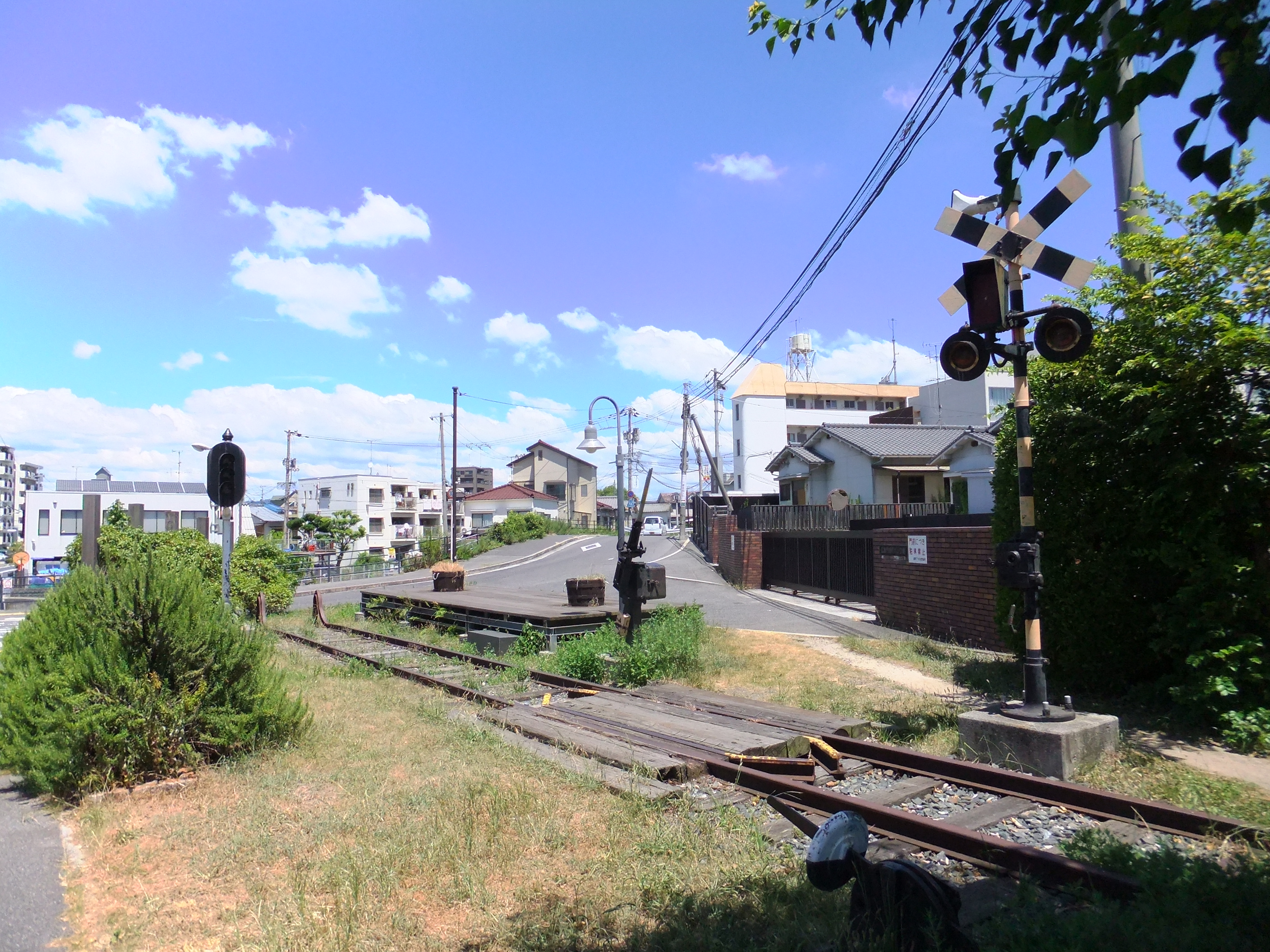
丹那站遺址附近的紀念物

## 下丹那站

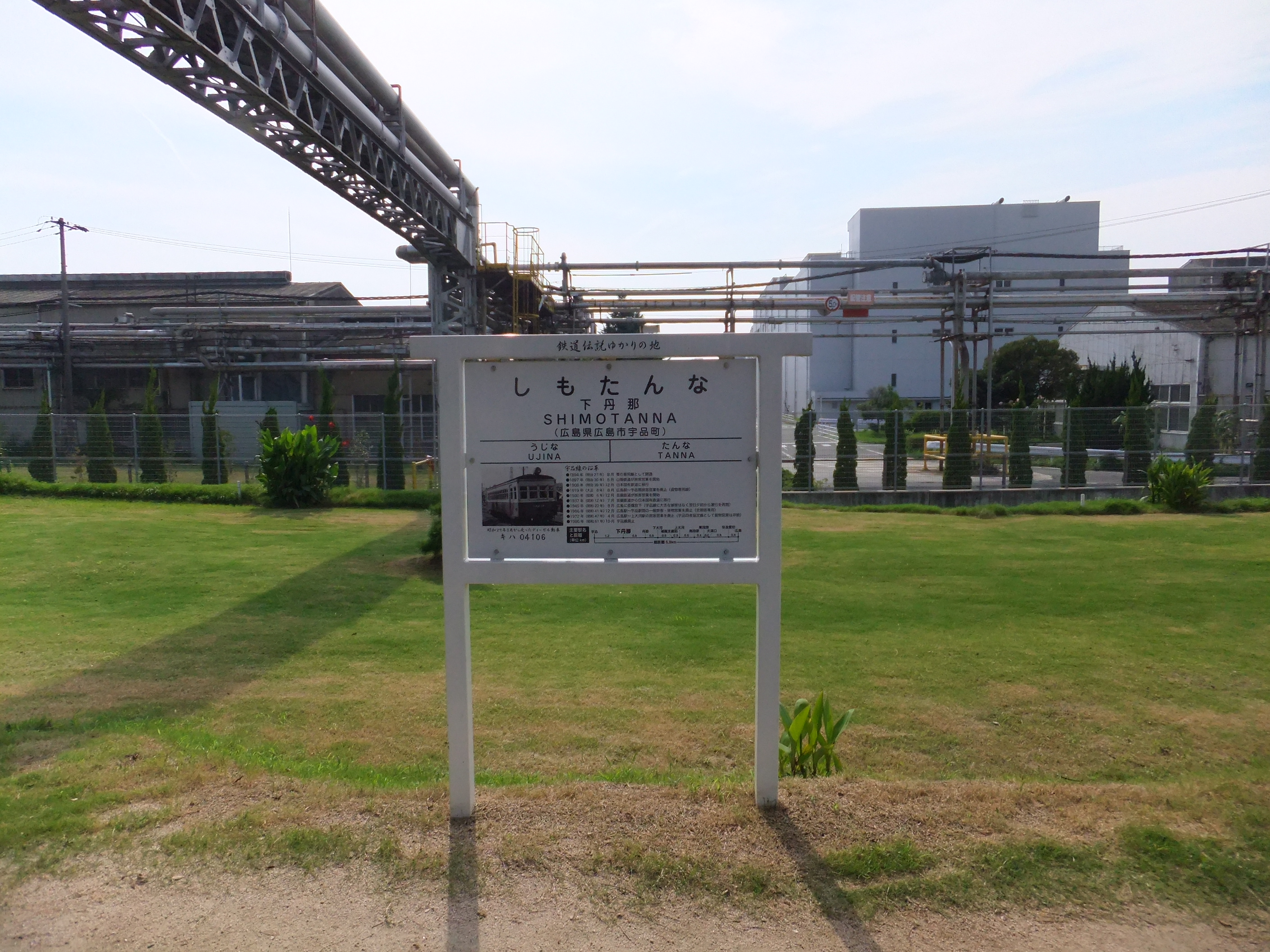
下丹那站遺址的紀念物（2014年）

在1934年（昭和9年）12月1日，藝備鐵道開設「人絹裏停留場」（日语：／）。站名取自在1933年於車站西邊開設的錦華人絹（後來為大和紡績）廣島工場。停留場距離廣島站4.7公里，前站為丹那站，下站為宇品站，相距分別0.9公里和1.2公里。在1937年7月1日，藝備鐵道國有化，停留場升級為停車場，並改名為下丹那站。在戰時，由於燃料問題而在1943年10月1日暫停營業，後來沒有重開。截至2014年，與丹那站同樣，於車站遺址附近設有「與鐵路傳説有關的地方」的紀念物。

## 相鄰車站
鄰站資料截至1966年12月20日。
日本國有鐵道
宇品線
下大河－丹那－宇品

## 注腳

### 出典
1. 1 2 3 4 5 6 7  石野哲（編）.  初版. JTB. 1998-10-01: 277-278. ISBN 978-4-533-02980-6 （日语）.
2. ↑  . 鐵道公報 (日本國有鐵道總裁室文書課). 1960-05-18: 3 （日语）.
3. ↑  『宇品線92年の軌跡』、p.43。

## 相關文獻
- 長船友則 （RM LIBRARY 155） Neko出版，2012年　ISBN 9784777053285

除了車站和路線歷史外，還收錄了丹那站的站舍和附近行走的列車等相片。
- 宮脇俊三（日语：宮脇俊三）（編） （Ⅱ） 日本交通公社出版事業局，1996年　ISBN 4533025331

白川淳「宇品線」（pp.122-123），紀述1990年代半的廢線遺址狀況，當中包含了一些照片。

## 相關項目
- 日本鐵路車站列表 Ta

## 外部連結
- 大河町地圖PDF（日語）
- 南區回遊MAP「舊國鐵 宇品線之跡」 （页面存档备份，存于）（日語）